# Rob McClanahan
Robert Bruce McClanahan (* 9. Januar 1958 in Saint Paul, Minnesota) ist ein ehemaliger US-amerikanischer Eishockeyspieler, der in seiner aktiven Zeit von 1976 bis 1984 unter anderem für die Buffalo Sabres, Hartford Whalers und New York Rangers in der National Hockey League gespielt hat. Zu großer Bekanntheit kam er als Mitglied der US-amerikanischen Nationalmannschaft, die 1980 Olympiasieger wurde.

## Karriere
Rob McClanahan begann seine Karriere als Eishockeyspieler an der University of Minnesota, die er von 1976 bis 1979 besuchte, während er parallel für deren Eishockeymannschaft in der National Collegiate Athletic Association spielte. Die Saison 1979/80 begann er beim Team USA, an dessen Olympiavorbereitung er teilnahm. Nach den Olympischen Winterspielen gab er sein Debüt für die Buffalo Sabres, die ihn bereits im NHL Amateur Draft 1978 in der dritten Runde als insgesamt 49. Spieler ausgewählt hatten. Für Buffalo erzielte er in seinem Rookiejahr in der National Hockey League in insgesamt 23 Spielen zwei Tore und sechs Vorlagen. In der Saison 1980/81 spielte der Flügelspieler überwiegend für Buffalo in der NHL, kam jedoch auch zu einigen Einsätzen für deren Farmteam Rochester Americans in der American Hockey League.  
Die Saison 1981/82 begann McClanahan bei den Hartford Whalers in der NHL, spielte parallel jedoch auch für deren AHL-Farmteam Binghamton Whalers. Am 2. Februar 1982 wurde er im Tausch gegen ein Zehntrundenwahlrecht für den NHL Entry Draft 1983 zu den New York Rangers transferiert, bei denen er in den folgenden eineinhalb Jahren einer der Führungsspieler war. Nach schwächerem Start in die Saison 1983/84 bei den Rangers in der NHL, wurde er an die Tulsa Oilers aus der Central Hockey League abgegeben. Im Anschluss an die Spielzeit beendete er bereits im Alter von 26 Jahren vorzeitig seine Karriere. 

### International
Für die USA nahm McClanahan an der Weltmeisterschaft 1979 sowie 1981 am Canada Cup teil. Zudem stand er im Aufgebot seines Landes bei den Olympischen Winterspielen 1980 in Lake Placid, bei denen er mit seiner Mannschaft die Goldmedaille gewann.

## Erfolge und Auszeichnungen
- 1980 Goldmedaille bei den Olympischen Winterspielen